# The Little One for One Drop
Das Little One for One Drop, 2022 unter dem Namen One More for One Drop, ist ein Pokerturnier, das von 2013 bis 2022 einmal jährlich bei der World Series of Poker in Paradise gespielt wurde.

## Struktur
Das Turnier wurde erstmals bei der World Series of Poker 2013 angeboten. Gespielt wird die Variante No-Limit Texas Hold’em, das Buy-in beträgt 1111 US-Dollar. Einen doppelten Startstack erhalten die Teilnehmer bei einer Spende über 111 Dollar an die, von Guy Laliberté gegründete, gemeinnützige One Drop Foundation, die sich für bedingungslosen Zugang zu sauberem Trinkwasser in Krisengebieten einsetzt. Im November 2017 wurde das Turnier auch einmalig außerhalb von Las Vegas, nämlich anlässlich der World Series of Poker Europe im King’s Resort im tschechischen Rozvadov, ausgespielt. 2020 wurde das Turnier aufgrund der COVID-19-Pandemie nicht ausgespielt. Bei der WSOP 2022 stand das Event unter dem Namen One More for One Drop auf dem Turnierplan.

## Bisherige Austragungen

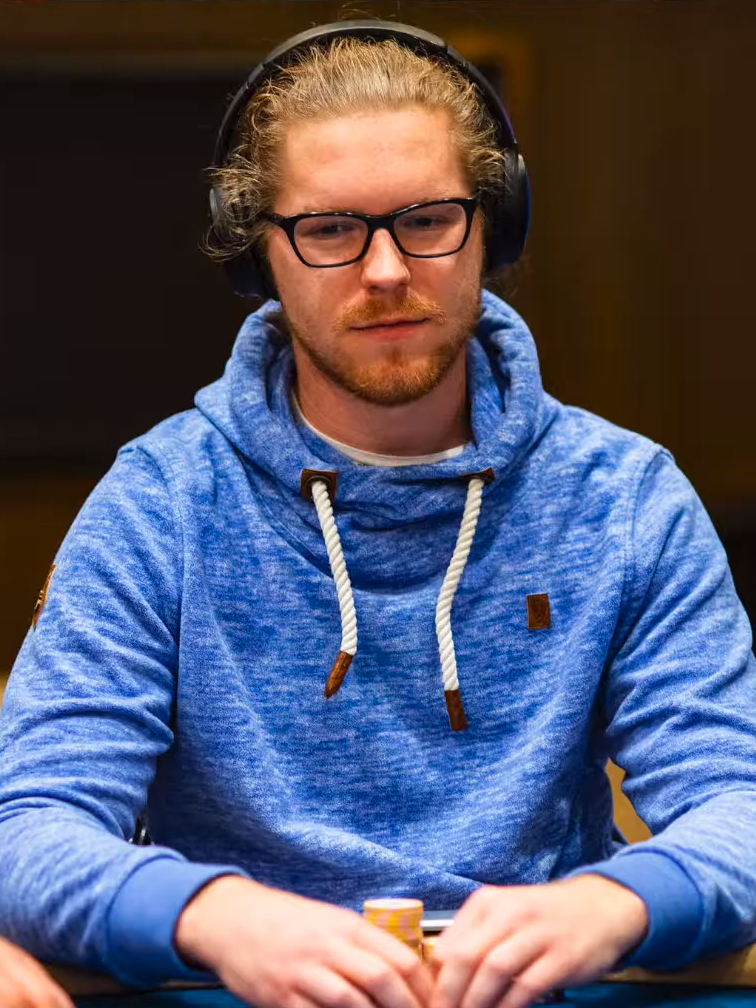
Paul Höfer gewann das Turnier im Jahr 2015 als bisher einziger deutschsprachiger Spieler

| Jahr   | Teilnehmer | Sieger            | Herkunft            | Preisgeld |
| ------ | ---------- | ----------------- | ------------------- | --------- |
| 2013 E | 4756       | Brian Yoon        | Vereinigte Staaten  | 663.727 $ |
| 2014 E | 4496       | Ihor Dubinski     | Ukraine             | 637.539 $ |
| 2015 E | 4555       | Paul Höfer        | Deutschland         | 645.969 $ |
| 2016 E | 4360       | Michael Tureniec  | Schweden            | 525.520 $ |
| 2017 E | 4391       | Adrian Moreno     | Vereinigte Staaten  | 528.316 $ |
| 2017 E | 0868       | Albert Hoekendijk | Niederlande         | 170.764 € |
| 2018 E | 4732       | Guoliang Wei      | China Volksrepublik | 559.332 $ |
| 2019 E | 6248       | James Anderson    | Vereinigte Staaten  | 690.686 $ |
| 2021 E | 3797       | Scott Ball        | Vereinigte Staaten  | 396.445 $ |
| 2022 E | 5702       | Mike Allis        | Vereinigte Staaten  | 535.610 $ |